# Hattori Shizō

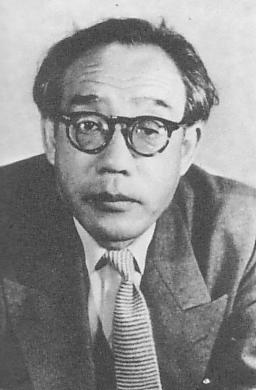
Hattori Shizō

Hattori Shisō (japanisch 服部 之総, Vorname eigentlich Korefusa gelesen; geboren 24. September 1901 in Asahi (Präfektur Shimane); gestorben 4. März 1956) war ein marxistisch geprägter japanischer Historiker.

## Leben und Wirken
Hattori Shisō schloss 1925 seinen Studium an der Universität Tokio im Fach Literaturwissenschaft ab. 1927 publizierte er in der Form einer Vorlesungsreihe „Kōza“ „Marxismus“ (マルクス主義講座) und 1932 in gleicher Form die „Geschichtliche Entwicklung des japanischen Kapitalismus des“ (日本資本主義発達史講座). Damit eröffnete er in Japan ein neues Kapitel mit der marxistischen Geschichtsschreibung.
Besonders bekannt wurde Hattori als Verfechter der „Bakumatsu ken-manyu-jidai setsu“ (幕末厳マニュ時代説). Bei diesem „Manufaktur-Streit“ (マニュファクチュア論争) ging es um die Interpretation der Produktionsphase am Ende der Edo-Zeit. Hattori verneinte die übliche Auffassung der feudal-organisierte Kleinproduktion, wie sie von dem Wirtschaftswissenschaftler Tsuchiya Takao (1896–1988) und anderen vertreten wurde. Er betonte, dass in den 1850er Jahren bis in die 1860er die asiatischen Länder starken westlichen Einflüssen ausgesetzt waren. Indien wurde eine britische Kolonie und China wurde zu einer Halbkolonie westlicher Mächte. Es war seine „Strikte Manufaktur-Ära-Theorie des Bakumatsu“, die die Antwort darauf gab, warum dies möglich war.  Hattori sagte, dass das Entwicklungsstadium der japanischen Wirtschaft vor der Öffnung der Häfen am Ende der Edo-Zeit weiter fortgeschritten war als in Indien und China, und dass es dem entspricht, was Marx das „Manufaktur-Zeitalter im strengen Sinne“ nannte. Diese Ansicht war die erste, die auf die innerstaatlichen Bedingungen hinwies, die im Falle Japans durch weitgehende politische Unabhängigkeit ermöglicht wurde. Das führte zu einem ganz neuen Ansatz der Forschung zur Meiji-Restauration.
Nach dem Zweiten Weltkrieg, als das Kaisersystems nicht mehr unangreifbar war, konzentrierte Hattori seine ganze Energie auf die Theorie des Absolutismus und die Theorie der Freiheits- und Volksrechtsbewegung mit dem Ziel, die allgemeine politische Geschichte mit der  modernen japanischen Geschichte zu verbinden. Hattori gehört derselben „Kōza-Schule“ an, betonte aber anders als der Mainstream, vertreten durch die Marxisten Yamada Moritarō und Hirano Yoshitarō, die endogene Entwicklung des Landes und die „bürgerliche Revolution“ von oben.
Hattori demonstrierte auch sein herausragendes Talent als Historiker und hinterließ berühmte Bücher wie „Kurobune zengo “(黒船前後) „Vor und nach den Schwarzen Schiffen“, „Shiran nōto“ (親鸞ノート) „Notizen zu Shinran“ und „Kindai Nihon no naritachi“ (近代日本のなりたち) „Das Werden des modernen Japan“ und „Meiji no seifuka-tachi – Hara Takashi “ (明治の政治家たち――原敬につらなる人々) – „Meiji-Politiker – Menschen, die sich Hara Takashi anschlossen“. Dieses Werk, in zwei Bänden publiziert, wurde 1955 mit dem Mainichi-Kulturpreis ausgezeichnet. Er setzte sich für die Förderung der Kultur ein und beteiligte sich 1946 an der Gründung der privaten die „Hochschule Kamakura“. Präsident wurde der Wissenschafts- und Technikphilosoph Saigusa Hiroto, Hattori wirkte als Professor. Die Einrichtung wurde dann umbenannt in „Akademie Kamakura“, musste aber schon nach wenigen Jahren aus finanziellen Gründen ihren Betrieb aufgeben. Erwähnenswert ist seine Freundschaft mit dem Schriftsteller Yoshikawa Eiji und mit anderen Intellektuellen.